# Alexis Carrel
Marie Joseph Auguste Carrel-Billiard, popularment conegut com a Alexis Carrel (Sainte-Foy-lès-Lyon, França 1873 - París, 1944) va ser un biòleg, cirurgià i escriptor francès guardonat amb el Premi Nobel de Fisiologia o Medicina l'any 1912.

## Biografia
Va néixer el 28 de juny de 1873 a la ciutat de Sainte-Foy-lès-Lyon, població situada prop de Lió. Es va llicenciar en Lletres per la Universitat de Lió el 1889 i al mateix temps va estudiar medicina, de la qual va obtenir el doctorat l'any 1900. Va continuar el seu treball en medicina a l'Hospital de Lió i es va especialitzar en cirurgia per la mateixa Universitat.
Carrel va morir el 5 de novembre de 1944 a la ciutat de París.

## Recerca científica
Interessat per la possibilitat de reconstruir artèries, inicialment va desenvolupar aquesta recerca en animals. Fascinat, però, per les experiències del cirurgià americà Rudolph Mates sobre el tractament d'aneurismes, va emigrar als Estats Units l'any 1904. Els seus treballs van tenir continuïtat a la Universitat de Chicago i a l'Institut Rockefeller de Nova York, on va romandre fins a l'any 1938, data que va retornar a Europa.
La recerca de Carrel va centrar-se fonamentalment en la cirurgia experimental i el trasplantament de teixits i òrgans intactes. Fins aquell moment les estructures vasculars se suturaven i s'utilitzaven cànules d'os o de metalls preciosos. Carrel va idear un nou sistema de sutura que evitava unir directament les vores vasculars, realitzant talls en els extrems dels vasos i els donava la volta, aplicant material parafinat en la sutura. Amb aquest mètode, aconseguia evitar les hemorràgies postoperatòries i la formació de coàguls sanguinis. Amb la sutura dels extrems cap a fora o revertits, aconseguí que a l'interior no hi quedessin fils que afavorissin la formació posterior de trombosi. El 1910 va descriure en un article tots els seus avenços realitzats amb aquest nou sistema de sutura vascular. Amb la seva tècnica, Carrel va aconseguir unir vasos sanguinis de tot just un mil·límetre de diàmetre. Encoratjat per les seves troballes va dedicar la seva recerca als trasplantaments vasculars, i va aconseguir implantar una porció d'un vas sanguini en qualsevol altre lloc del mateix pacient.
Entre les aportacions de Carrel a la cirurgia es troben els autoempelts en animals, on va obtenir nombrosos èxits, encara que es van produir rebutjos en els empelts realitzats entre òrgans d'individus distints de la mateixa espècie. Destaquen també els trasplantaments d'orella, glàndula tiroide, ronyó i melsa, així com els seus assoliments en la conservació dels vasos sanguinis per als trasplantaments, que evitava l'espera d'un possible donant (utilitzant l'anomenada «càmera freda» o cold storage). Durant la Primera Guerra Mundial va crear, juntament amb el químic Henry Drysdale Dakin, la solució Carrel-Dakin, un antisèptic per a desinfectar ferides.
L'any 1912 va ser guardonat amb el Premi Nobel de Medicina o Fisiologia «pels seus treballs sobre sutura vascular i trasplantament de vasos sanguinis i òrgans».

## Vida política
Membre del Partit Popular francès (PPF), partit polític col·laboracionista amb el règim nazi durant el Govern de Vichy, Carrel era partidari de l'ús de les cambres de gas per aquelles «races inferiors» i va ser un dels ferms valedors de l'eugenèsia.

## Obra publicada
- 1935: L'Homme, cet inconnu.[6]
- 1944: La Prière
- 1950: Réflexions sur la conduite de la vie (obra pòstuma)

## Reconeixements
En honor seu s'anomenà l'any 1979 el cràter Carrel sobre la superfície de la Lluna.